# Satiretheater

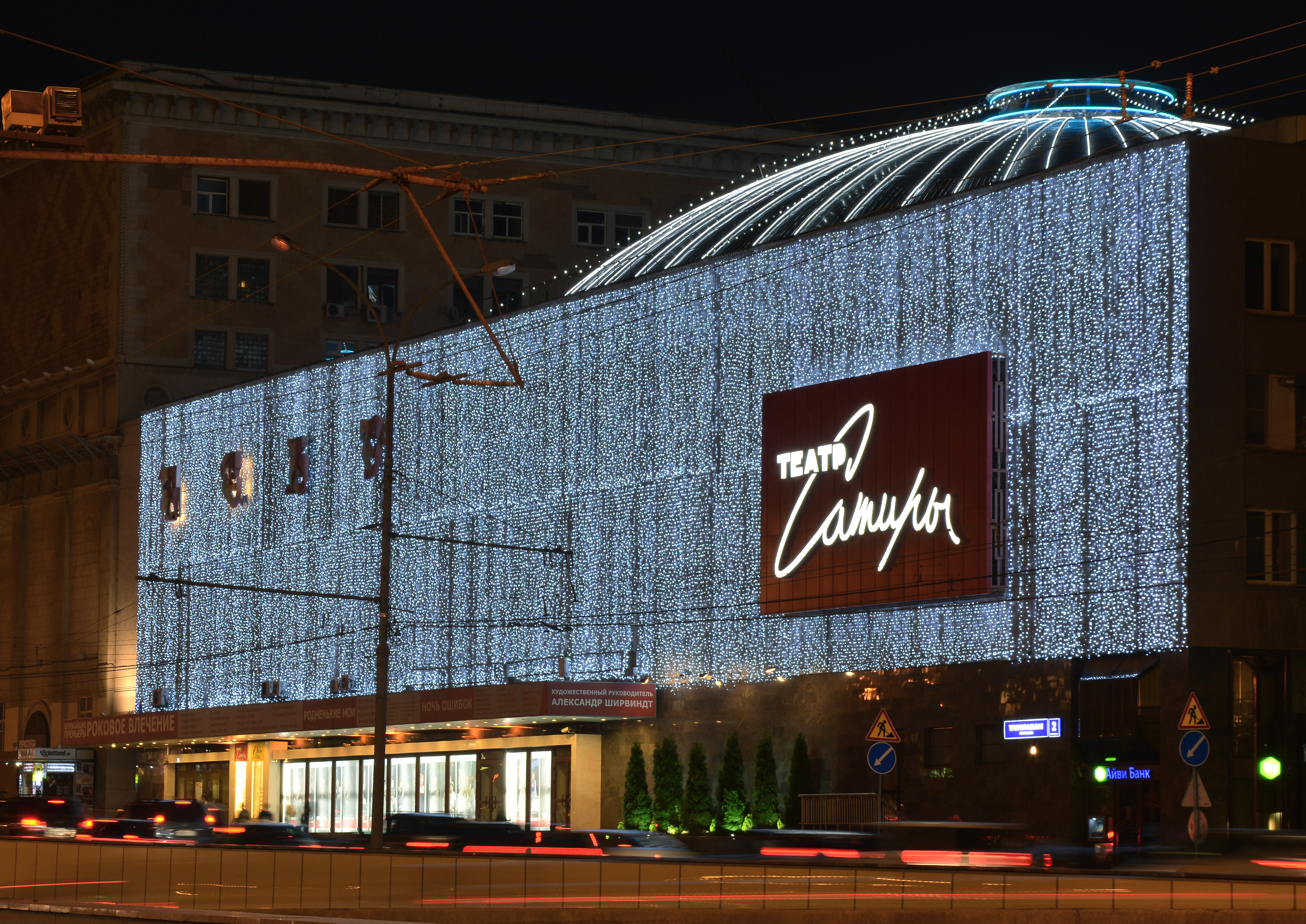
Satiretheater (2015)

Das Satiretheater (russisch Московский академический театр сатиры) ist ein Theater in Moskau. 
Das Theater wurde am 1. Oktober 1924 eröffnet. Künstlerischer Leiter war ab dem Jahr 2000 der Schauspieler und Regisseur Alexander Schirwindt.